# 川崎祐名
川崎 祐名（かわさき すけな / ゆうめい、1833年12月21日（天保4年11月11日） - 1906年1月13日）は、日本の官僚、陸軍軍人。最終階級は陸軍会計監督長（少将相当官）。男爵、錦鶏間祗候。

## 経歴
薩摩藩士の家に生まれ、戊辰戦争に従軍。明治4年（1871年）に会計司となる。その後、兵部省に出仕し、会計三等監督に昇進。陸軍省に引き続き出仕し、会計副監督に進級。西南戦争には征討軍団会計部長として出征した。
1878年（明治11年）11月、陸軍会計監督に昇進し陸軍省第5局副長に就任。1879年（明治12年）10月、第5局が会計局と改称し引き続き副長を務める。1881年（明治14年）10月、会計監督長に進級し会計局長となる。1891年（明治24年）4月、予備役に編入された。1898年4月1日、後備役に転入。1903年4月1日に退役した。
1891年4月15日から死去するまで貴族院勅選議員を務めた。1899年8月14日、錦鶏間祗候を仰せ付けられた。1900年（明治33年）5月、男爵の爵位を授爵し華族となった。
1906年（明治39年）に死去。長男の寛美が襲爵した。
墓所は青山霊園。

## 栄典
位階
- 1873年（明治6年）11月17日 - 従六位[7]
- 1874年（明治7年）2月18日 - 正六位[8]
- 1886年（明治19年）10月28日 - 従四位[9]

勲章等
- 1882年（明治15年）12月29日 - 勲二等旭日重光章[10]
- 1889年（明治22年）11月25日 - 大日本帝国憲法発布記念章[11]
- 1900年（明治33年）5月9日 - 男爵[12]

## 親族
- 娘婿 白仁武（内務官僚・日本郵船社長）